# Éditions Ampelos
 (septembre 2014).
Si vous disposez d'ouvrages ou d'articles de référence ou si vous connaissez des sites web de qualité traitant du thème abordé ici, merci de compléter l'article en donnant les références utiles à sa vérifiabilité et en les liant à la section « Notes et références ».
Les Éditions Ampelos sont une maison d'édition engagée d'origine protestante, créée fin 2006, dont la vocation initiale était d’illustrer et de populariser les messages sociaux et théologiques de la Réforme dans toute sa diversité historique, économique et politique.

## Ligne éditoriale (origine et évolution)
En 2006, un groupe d’amis de diverses sensibilités (réformée, évangélique, darbyste, anglican, etc.) décide de tirer parti des nouvelles technologies pour redonner vie à des ouvrages introuvables, et offrir de nouveaux auteurs au public intéressé par la Réforme et ses penseurs, et cela dans le but de  mettre à disposition du public une littérature spirituelle et historique d'inspiration protestante.   
Dix ans plus tard, les Éditions Ampelos ont pris leur place dans le paysage éditorial protestant français et se distinguent par une équipe de préfaciers prestigieux qui aident le lecteur à aborder des ouvrages qui illustrent la résistance spirituelle. Parmi les auteurs et préfaciers, on remarque Patrick Cabanel, Rémy Cazals, Pierre Joxe, Olivier Abel, Martin Hirsch, Jean Baubérot, Pierre-Yves Kirschleger, André Gounelle, et d'autres figures du débat intellectuel et historique actuel.  
À partir de 2018, une nouvelle collection, RESISTER, élargit les domaines d'intérêt en présentant des biographies de "résistant.e.s" issus de divers horizons philosophiques, spirituels et politiques. Leur point commun, avoir, par leur engagement résisté aux oppressions diverses et travaillé à changer le monde pour le meilleur. La collection est strictement paritaire pour les auteur.e.s comme pour les sujet.te.s des biographies.
Avec l'Association Française des Femmes Diplômées d'Université ( AFFDU ) , les Editions Ampelos ont créé le Prix de la Biographie de Femme dont le premier  a été décerné en septembre 2020.  
Régulièrement remarqués par la presse spécialisée, les ouvrages des Éditions Ampelos ont obtenu plusieurs prix et bénéficié de soutiens prestigieux. En particulier:  
- Prix de l'Alpe 2007 pour l'ouvrage de François Boulet : Refuge et Résistance,
- Label Mission du Centenaire pour: 
  - Saleté de guerre, de Rémy Cazals
  - L'Appel du sol d'Adrien Bertrand
  - La victoire de Lorraine d'Adrien Bertrand
  - Carnet de guerre d'un officier d'Alpins, de Georges Bertrand-Vigne,
- Support de la Fondation de La Poste pour Saleté de guerre.
- Prix de la Biographie de Femme

## Valeurs et collections
Dans le respect des principes de tolérance, diversité, foi et curiosité, les éditions Ampelos présentent chaque année une vingtaine d’ouvrages nouveaux dans cinq catégories (selon le mot de l'éditeur) principales : Résister, Témoigner, Explorer, Méditer, Histoire & Mémoire.
L'éditeur revendique aussi un certain nombre de « combats ». D'une part de résistance: résistance des femmes et des Héro.ïne.s LGBTQ, résistance au nazisme et à la violence, résistance spirituelle, lutte contre la pauvreté. D'autre part des causes comme les Justes, Black lives matter, et les Camisards. 

## Principaux auteurs
- Adrien Bertrand
- André Trocmé
- Henri Nick
- Sébastien Castellion
- Albert Schweitzer
- Henri Manen
- Charles Wagner
- Jacques Mouriquand
- Bernard et Françoise Appy
- Charles Weiss
- Jean Calvin
- Eugène Arnaud
- Nicole Vray
- Gabrielle Cadier
- Joëlle Désiré-Marchand
- Nelly Duret